# Liste der römischen Statthalter in Syrien
Die folgende Liste führt die römischen Statthalter in Syria ab der Neuordnung des Nahen Ostens durch Gnaeus Pompeius Magnus auf.
Bis 70 n. Chr. waren den syrischen Statthaltern neben der Provinz Syria selbst auch Teile Palästinas (insbesondere Judäa) unterstellt, die anfangs durch die jüdischen Hohepriester, später durch die Herrscher der herodianischen Dynastie und schließlich durch aus Rom entsandte Präfekten oder Prokuratoren von Judäa verwaltet wurden.

## Liste
- 65–61 v. Chr.: Marcus Aemilius Scaurus der Jüngere (Syria seit 64 v. Chr. römische Provinz)
- 61–60 v. Chr.: Lucius Marcius Philippus
- 59–58 v. Chr.: Gnaeus Cornelius Lentulus Marcellinus
- 57–54 v. Chr.: Aulus Gabinius
- 54–53 v. Chr.: Marcus Licinius Crassus
- 52–51 v. Chr.: Gaius Cassius Longinus
- 51–50 v. Chr.: Marcus Calpurnius Bibulus
- 50 v. Chr.: Fabricius Veiento
- 49–48 v. Chr.: Quintus Caecilius Metellus Pius Scipio
- 47–46 v. Chr.: Sextus Iulius Caesar
- 44–43 v. Chr.: Lucius Staius Murcus
- 44–43 v. Chr.: Publius Cornelius Dolabella
- 43–42 v. Chr.: Gaius Cassius Longinus
- 42–40 v. Chr.: Lucius Decidius Saxa
- 40–38 v. Chr.: Publius Ventidius Bassus
- 38–37 v. Chr.: Gaius Sosius
- 35 v. Chr.: Lucius Munatius Plancus
- ca. 34–32 v. Chr.: Lucius Calpurnius Bibulus
- 32–31 v. Chr.: Quintus Oppius
- 31–29 v. Chr.: Quintus Didius
- 29–28 v. Chr.: Marcus Valerius Messalla Corvinus
- 28/27–25 v. Chr.: Marcus Tullius Cicero
- 25–23 v. Chr.: Marcus Terentius Varro
- 23–12 v. Chr.: Marcus Vipsanius Agrippa
- ca. 13–10 v. Chr.: Marcus Titius
- ca. 10–8/7 v. Chr.: Gaius Sentius Saturninus
- 7/6–5/4 v. Chr.: Publius Quinctilius Varus
- 4–1 v. Chr.: Lucius Calpurnius Piso Pontifex
- 1 v. Chr.–4 n. Chr.: Gaius Caesar
- 4–6: Lucius Volusius Saturninus
- 6–12: Publius Sulpicius Quirinius
- 12–17: Quintus Caecilius Metellus Creticus Silanus
- 17/18–19: Gnaeus Calpurnius Piso
- ca. 19–21 (23?): Gnaeus Sentius Saturninus
- 21 (23?)–32(?): Lucius Aelius Lamia (Amt vor Ort nicht angetreten)
- 32–35: Publius Pomponius Flaccus
- 35–38: Lucius Vitellius
- 39–42: Publius Petronius
- 42–44: Gaius Vibius Marsus
- 44–49: Gaius Cassius Longinus
- 50/51–59/60: Gaius Ummidius Durmius Quadratus
- 59/60–63: Gnaeus Domitius Corbulo
- bis 67: Gaius Cestius Gallus
- 67/68–69: Gaius Licinius Mucianus
- 70–72/73: Lucius Iunius Caesennius Paetus
  - zeitweise vertreten durch Cnaeus Pompeius Collega
- 73–73/74: Aulus Marius Celsus
- 73/74–77/78: Marcus Ulpius Traianus, der spätere Kaiser
- 78/79–81/82: Lucius Ceionius Commodus
- 82/83–85/86: Titus Atilius Rufus
- 86/87–88/89: Publius Valerius Patruinus
- 89/90–91/92: Aulus Bucius Lappius Maximus
- ca. 92/93–94/95: Gaius Octavius Tidius Tossianus Lucius Iavolenus Priscus
- 95/96–97: Marcus Cornelius Nigrinus Curiatius Maternus
  - 97/98 vertreten durch Aulus Larcius Priscus
- 100/101–103/104: Gaius Antius Aulus Iulius Quadratus
- 104/105–107/108: Aulus Cornelius Palma Frontonianus
- 108/109–111/112: Lucius Fabius Iustus
- ca. 114/115–116/117: Gaius Iulius Quadratus Bassus
- 117: Publius Aelius Hadrianus, der spätere Kaiser
- 117/118–118/119: Lucius Catilius Severus Iulianus Claudius Reginus
- ca. 129–134/135: Gaius Quinctius Certus Poblicius Marcellus 
  - zeitweise vertreten durch Gaius Iulius Severus
- 135/136: Gnaeus Minicius Faustinus Sextus Iulius Severus
- 136/137: Gaius Bruttius Praesens (Die Statthalterschaft in Syria ist nicht gesichert.)
- 137/138–140/141: Sextus Iulius Maior (Die Statthalterschaft in Syria ist nicht gesichert.)
- 144: Lucius Sergius Paullus
- 166–175: Avidius Cassius
- 175–177/178: Publius Martius Verus

## Nach der Teilung der Provinz (193/194)

### Syria Coele
- 218/219(?): Gaius Fabius Agrippinus
- 245: Gaius Iulius Priscus
- ca. 260–275: Virius Lupus

### Syria Phoenice
- ab 193/194: Tiberius Manilius Fuscus
- 232/233: Rutilius Pudens Crispinus
- 257/258: Septimius Odaenathus